# Wahbi Khazri
Wahbi Khazri (en árabe: وهبي خزري‎, Ajaccio, 8 de febrero de 1991) es un futbolista franco-tunecino que juega de delantero y se encuentra sin equipo tras abandonar el Montpellier H. S. C.

## Trayectoria
Nacido en Ajaccio, capital de la isla francesa de Córcega, Khazri comenzó su carrera con el Jeunesse Sportive Ajaccio antes de trasladarse a SC Bastia. Él recibió su primera convocatoria a la selección mayor para el partido contra Amiens SC el 20 de febrero de 2009. Hizo su debut en el primer equipo entrando como sustituto en el minuto 85 contra el Ludovic Genest. Anotó su primer gol el 13 de marzo de 2009, en la victoria por 1-0 sobre el Montpellier HSC. Mostró una rápida adaptación a la liga anotando nuevamente un par de semanas más tarde, en la victoria por 3-1 sobre el Vannes. Él volvió a marcar, esta vez en la última jornada de la temporada contra el Troyes, aunque su equipo cayó derrotado por 2-1.

## Selección nacional

### Selecciones menores
En 2009, Khazri hizo su debut con la selección de Túnez Sub-20. Sin embargo, en noviembre de 2011, fue llamado por Mombaerts Erick a la selección de Francia sub-21 para las eliminatorias contra Rumania y Eslovaquia. En febrero de 2012, jugó su primer y único juego de la selección sub-21 de Francia, contra Italia, antes de ser sustituido por Frédéric Bulot. 

### Selecciones absoluta
A finales de 2012 cambió su lealtad internacional, una vez más, cuando aceptó una convocatoria de Sami Trabelsi a la de Túnez para incluirlo en la lista de convocados para la Copa Africana de Naciones de 2013.
Fue el líder de la selección de Túnez en la Copa Mundial de Fútbol de 2018 disputada en Rusia. Anotó 2 goles y dio 2 asistencias, que contribuyeron a que Túnez consiguiera una victoria en la Copa Mundial de Fútbol 40 años después de la conseguida en Argentina '78, al ganarle por 2 a 1 a Panamá. A su vez, se transformó en el primer futbolista tunecino en convertir dos goles en una misma edición de un Mundial.
El 30 de noviembre de 2022 marcó el gol de la victoria frente a Francia en la Copa Mundial de Fútbol de 2022, aunque este no sirvió para evitar la eliminación. Tras el encuentro anunció su retirada como internacional después de haber disputado 74 partidos y anotar 25 tantos.

#### Participaciones en Copas del Mundo
| Mundial                        | Sede  | Resultado    | Partidos | Goles |
| ------------------------------ | ----- | ------------ | -------- | ----- |
| Copa Mundial de Fútbol de 2018 | Rusia | Primera fase | 3        | 2     |
| Copa Mundial de Fútbol de 2022 | Catar | Primera fase | 2        | 1     |

#### Participaciones en Copas Africanas
| Copa                           | Sede              | Resultado        | Partidos | Goles |
| ------------------------------ | ----------------- | ---------------- | -------- | ----- |
| Copa Africana de Naciones 2013 | Sudáfrica         | Primera fase     | 1        | 0     |
| Copa Africana de Naciones 2015 | Guinea Ecuatorial | Cuartos de final | 4        | 0     |
| Copa Africana de Naciones 2017 | Gabón             | Cuartos de final | 4        | 1     |
| Copa Africana de Naciones 2019 | Egipto            | Tercer puesto    | 7        | 1     |
| Copa Africana de Naciones 2021 | Camerún           | Cuartos de final | 4        | 2     |

#### Detalles de participaciones
| Apariciones internacionales y anotaciones | Apariciones internacionales y anotaciones | Apariciones internacionales y anotaciones          | Apariciones internacionales y anotaciones | Apariciones internacionales y anotaciones | Apariciones internacionales y anotaciones | Apariciones internacionales y anotaciones               |
| #                                         | Fecha                                     | Lugar                                              | Rival                                     | Resultado                                 | Gol                                       | Competición                                             |
| ----------------------------------------- | ----------------------------------------- | -------------------------------------------------- | ----------------------------------------- | ----------------------------------------- | ----------------------------------------- | ------------------------------------------------------- |
| 1.                                        | 23 de marzo de 2013                       | Stade Olympique de Radès, Rades, Túnez             | Sierra Leona                              | 2 – 1                                     | 1                                         | Clasificación para la Copa Mundial de Fútbol de 2014    |
| 2.                                        | 14 de agosto de 2013                      | Stade Olympique de Radès, Rades, Túnez             | Congo                                     | 1 - 0                                     | 3 – 0                                     | Amistoso                                                |
| 3.                                        | 5 de marzo de 2014                        | RCDE Stadium, Barcelona, España                    | Colombia                                  | 1 - 1                                     | 1 – 1                                     | Amistoso                                                |
| 4.                                        | 6 de septiembre de 2014                   | Stade Mustapha Ben Jannet, Monastir, Túnez         | Botsuana                                  | 1 - 1                                     | 2 – 1                                     | Clasificación para la Copa Africana de Naciones de 2015 |
| 5.                                        | 19 de noviembre de 2014                   | Stade Mustapha Ben Jannet, Monastir, Túnez         | Egipto                                    | 2 - 1                                     | 2 – 1                                     | Clasificación para la Copa Africana de Naciones de 2015 |
| 6.                                        | 11 de enero de 2015                       | Estadio Olímpico de Radès, Radès, Túnez            | Argelia                                   | 1 - 1                                     | 1 – 1                                     | Amistoso                                                |
| 7.                                        | 9 de octubre de 2015                      | Estadio Olímpico de Radès, Radès, Túnez            | Gabón                                     | 3 - 1                                     | 3 – 3                                     | Amistoso                                                |
| 8.                                        | 13 de noviembre de 2015                   | Stade Olympique, Nuakchot, Mauritania              | Mauritania                                | 1 - 1                                     | 3 – 1                                     | Clasificación para la Copa Mundial de Fútbol de 2018    |
| 9.                                        | 4 de septiembre de 2016                   | Stade Mustapha Ben Jannet, Monastir Túnez          | Liberia                                   | 1 - 0                                     | 4 – 1                                     | Clasificación para la Copa Africana de Naciones de 2017 |
| 10.                                       | 11 de noviembre de 2016                   | Estadio Omar Hamadi, Argel, Argelia                | Libia                                     | 1 - 0                                     | 1 – 0                                     | Clasificación para la Copa Mundial de Fútbol de 2018    |
| 11.                                       | 23 de enero de 2017                       | Stade d'Angondjé, Libreville, Gabón                | Zimbabue                                  | 4 - 1                                     | 4 – 2                                     | Copa Africana de Naciones 2017                          |
| 12.                                       | 27 de marzo de 2018                       | Allianz Riviera, Niza, Francia                     | Costa Rica                                | 1 - 2                                     | 1 – 0                                     | Amistoso                                                |
| 13.                                       | 23 de junio de 2018                       | Otkritie Arena, Moscú, Rusia                       | Bélgica                                   | 5 - 2                                     | 2 – 5                                     | Copa Mundial de Fútbol de 2018                          |
| 14.                                       | 28 de junio de 2018                       | Mordovia Arena, Saransk, Rusia                     | Panamá                                    | 2 - 1                                     | 1 – 2                                     | Copa Mundial de Fútbol de 2018                          |
| 15.                                       | 7 de junio de 2019                        | Estadio Olímpico de Radès, Radès, Túnez            | Irak                                      | 1 - 0                                     | 2 - 0                                     | Amistoso                                                |
| 16.                                       | 28 de junio de 2019                       | Estadio de Suez, Suez, Egipto                      | Malí                                      | 1 - 1                                     | 1 - 1                                     | Copa Africana de Naciones 2019                          |
| 17.                                       | 15 de noviembre de 2019                   | Estadio Olímpico de Radès, Radès, Túnez            | Libia                                     | 1 - 0                                     | 4 - 1                                     | Clasificación para la Copa Africana de Naciones de 2021 |
| 18.                                       | 15 de noviembre de 2019                   | Estadio Olímpico de Radès, Radès, Túnez            | Libia                                     | 4 - 1                                     | 4 - 1                                     | Clasificación para la Copa Africana de Naciones de 2021 |
| 19.                                       | 19 de noviembre de 2019                   | Nuevo Estadio de Malabo, Malabo, Guinea Ecuatorial | Guinea Ecuatorial                         | 1 - 0                                     | 1 - 0                                     | Clasificación para la Copa Africana de Naciones de 2021 |
| 20.                                       | 3 de septiembre de 2021                   | Estadio Olímpico de Radès, Radès, Túnez            | Guinea Ecuatorial                         | 3 - 0                                     | 3 - 0                                     | Clasificación para la Copa Mundial de Fútbol de 2022    |
| 21.                                       | 7 de septiembre de 2021                   | Estadio Levy Mwanawasa, Ndola, Zambia              | Zambia                                    | 1 - 0                                     | 2 - 0                                     | Clasificación para la Copa Mundial de Fútbol de 2022    |
| 22.                                       | 7 de octubre de 2021                      | Estadio Olímpico de Radès, Radès, Túnez            | Mauritania                                | 2 - 0                                     | 3 - 0                                     | Clasificación para la Copa Mundial de Fútbol de 2022    |
| 23.                                       | 16 de enero de 2022                       | Estadio de Limbé, Limbe, Camerún                   | Mauritania                                | 2 - 0                                     | 4 - 0                                     | Copa Africana de Naciones 2021                          |
| 24.                                       | 16 de enero de 2022                       | Estadio de Limbé, Limbe, Camerún                   | Mauritania                                | 3 - 0                                     | 4 - 0                                     | Copa Africana de Naciones 2021                          |
| 25.                                       | 30 de noviembre de 2022                   | Estadio Ciudad de la Educación, Rayán, Catar       | Francia                                   | 1 - 0                                     | 1 - 0                                     | Copa Mundial de Fútbol de 2022                          |

## Estadísticas

### Clubes
Actualizado al último partido disputado el 14 de mayo de 2022.
| Club                               | Div.          | Temporada     | Liga  | Liga  | Copas nacionales | Copas nacionales | Torneos internacionales | Torneos internacionales | Total | Total | Media goleadora |
| Club                               | Div.          | Temporada     | Part. | Goles | Part.            | Goles            | Part.                   | Goles                   | Part. | Goles | Media goleadora |
| ---------------------------------- | ------------- | ------------- | ----- | ----- | ---------------- | ---------------- | ----------------------- | ----------------------- | ----- | ----- | --------------- |
| S. C. Bastia Francia               | 2.ª           | 2008-09       | 12    | 3     | —                | —                | —                       | —                       | 12    | 3     | 0.25            |
| S. C. Bastia Francia               | 2.ª           | 2009-10       | 31    | 2     | 1                | 0                | —                       | —                       | 32    | 2     | 0.06            |
| S. C. Bastia Francia               | 3.ª           | 2010-11       | 34    | 5     | 4                | 1                | —                       | —                       | 38    | 6     | 0.16            |
| S. C. Bastia Francia               | 2.ª           | 2011-12       | 33    | 10    | 1                | 1                | —                       | —                       | 34    | 11    | 0.32            |
| S. C. Bastia Francia               | 1.ª           | 2012-13       | 29    | 7     | 3                | 0                | —                       | —                       | 32    | 7     | 0.22            |
| S. C. Bastia Francia               | 1.ª           | 2013-14       | 32    | 6     | 2                | 1                | —                       | —                       | 34    | 7     | 0.21            |
| S. C. Bastia Francia               | Total club    | Total club    | 171   | 33    | 11               | 3                | 0                       | 0                       | 182   | 36    | 0.20            |
| F. C. Girondins de Burdeos Francia | 1.ª           | 2014-15       | 32    | 9     | 2                | 0                | —                       | —                       | 34    | 9     | 0.26            |
| F. C. Girondins de Burdeos Francia | 1.ª           | 2015-16       | 20    | 5     | 2                | 0                | 8                       | 1                       | 30    | 6     | 0.20            |
| F. C. Girondins de Burdeos Francia | Total club    | Total club    | 52    | 14    | 4                | 0                | 8                       | 1                       | 64    | 15    | 0.23            |
| Sunderland A. F. C. Inglaterra     | 1.ª           | 2015-16       | 14    | 2     | —                | —                | —                       | —                       | 14    | 2     | 0.14            |
| Sunderland A. F. C. Inglaterra     | 1.ª           | 2016-17       | 21    | 1     | 2                | 0                | —                       | —                       | 23    | 1     | 0.04            |
| Sunderland A. F. C. Inglaterra     | 2.ª           | 2017-18       | 0     | 0     | 5                | 0                | —                       | —                       | 5     | 0     | 0.00            |
| Sunderland A. F. C. Inglaterra     | Total club    | Total club    | 35    | 3     | 7                | 0                | 0                       | 0                       | 42    | 3     | 0.07            |
| Stade Rennes F. C. Francia         | 1.ª           | 2017-18       | 24    | 9     | 5                | 2                | —                       | —                       | 29    | 11    | 0.38            |
| Stade Rennes F. C. Francia         | Total club    | Total club    | 24    | 9     | 5                | 2                | 0                       | 0                       | 29    | 11    | 0.38            |
| A. S. Saint-Étienne Francia        | 1.ª           | 2018-19       | 32    | 13    | 3                | 1                | —                       | —                       | 35    | 14    | 0.40            |
| A. S. Saint-Étienne Francia        | 1.ª           | 2019-20       | 16    | 3     | 4                | 1                | 3                       | 2                       | 23    | 6     | 0.26            |
| A. S. Saint-Étienne Francia        | 1.ª           | 2020-21       | 22    | 7     | 1                | 0                | —                       | —                       | 23    | 7     | 0.30            |
| A. S. Saint-Étienne Francia        | 1.ª           | 2021-22       | 29    | 10    | 1                | 0                | —                       | —                       | 30    | 10    | 0.33            |
| A. S. Saint-Étienne Francia        | Total club    | Total club    | 99    | 33    | 9                | 2                | 3                       | 2                       | 111   | 37    | 0.33            |
| Total carrera                      | Total carrera | Total carrera | 381   | 92    | 36               | 7                | 11                      | 3                       | 428   | 102   | 0.24            |